# Volker Lechtenbrink
Volker Lechtenbrink (Cranz, 18 agosto 1944 – Amburgo, 22 novembre 2021) è stato un attore, doppiatore e cantante tedesco.
Attore per anni attivo prevalentemente in campo televisivo e teatrale, sul piccolo schermo lavorò in una settantina di differenti produzioni a partire dalla fine degli anni cinquanta, recitando in vari film TV e apparendo come guest-star in numerose serie televisive (in particolare L'ispettore Derrick, Un caso per due e Il commissario Kress); tra i suoi ruoli principali, figura, tra l'altro, quello di Vincenz Beck nella serie televisiva Der Hausgeist (1991-1993). Come doppiatore, prestò la propria voce ad attori quali Lou Antonio, Ken Howard, Stacy Keach, Kris Kristofferson, Nick Mancuso, Malcolm McDowell, Dennis Quaid, Burt Reynolds, ecc..
Come cantante, pubblicò numerosi album a partire dalla metà degli anni settanta.

## Biografia
Volker Lechtenbrink nacque a Cranz, in Prussia orientale (ora Zelenogradsk, Russia), il 18 agosto 1944, ma trascorse la propria infanzia tra Brema e Amburgo.
Fece il proprio esordio sul grande schermo nel 1959, a soli 15 anni, interpretando un ruolo nel film diretto da Bernhard Wicki Il ponte (Die Brücke).
L'anno seguente debuttò a teatro, recitando nell'opera di William Shakespeare Il mercante di Venezia.
Nel 1976 pubblicò il suo primo album, intitolato Die Macher.
Nel 2015, a 71 anni, si sposò per la quinta volta, convolando a nozze con la quarantottenne Gül Ural-Aytekin, conosciuta nel 2010.
Muore il 22 novembre 2021 a 77 anni dopo una lunga malattia tumorale. È sepolto al Friedhof Hamburg-Ohlsdorf.

## Filmografia parziale

### Attore

#### Cinema
- Il ponte, regia di Bernhard Wicki (1959)
- Bei Pichler stimmt die Kasse nicht (1961)
- Der Sommer des Samurai (1986)
- Auf Herz und Nieren (2001)
- Miracolo a Natale (Als der Weihnachtsmann vom Himmel fiel), regia di Oliver Dieckmann (2011)

#### Televisione
- Sie schreiben mit  - serie TV (1958)
- Professor Schnellfisch - film TV (1959)
- Becket oder Die Ehre Gottes - film TV (1962)
- Der schlechte Soldat Smith - film TV (1963)
- Alle meine Tiere - serie TV, 9 episodi (1962-1963)
- Wahn oder Der Teufel in Boston - film TV (1965)
- Corinne und der Seebär - film TV (1966)
- Der Kommissar - serie TV, 2 episodi (1969-1971) - ruoli vari
- Squadra speciale K1 - serie TV, 4 episodi (1973-1981) - ruoli vari
- Unter einem Dach - serie TV, 1 episodio (1975)
- Dalli Dalli - serie TV, 1 episodio (1976)
- Plattenküche - serie TV, 1 episodio (1976)
- Die Dämonen - miniserie TV (1977)
- L'ispettore Derrick - serie TV, ep. 13x10, regia di Gero Erhardt (1986)
- L'ispettore Derrick - serie TV, ep. 14x07, regia di Gero Erhardt (1987)
- Un caso per due - serie TV, 7 episodi (1987-2007) - ruoli vari
- Faber l'investigatore - serie TV, 1 episodio (1988)
- Die Männer vom K3 - serie TV, 1 episodio (1988)
- L'ispettore Derrick - serie TV, ep. 16x01, regia di Horst Tappert(1989)
- Der Hausgeist - serie TV, 19 episodi (1991-1993)
- Tücken des Alltags - serie TV (1992)
- By Way of the Stars - miniserie TV (1992)
- Glückliche Reise - serie TV, 1 episodio (1993)
- 14º Distretto - serie TV, 2 episodi (1993-1998) - ruoli vari
- Ein unvergeßliches Wochenende - serie TV, 1 episodio (1994)
- Faust - serie TV, 1 episodio (1994)
- L'ispettore Derrick - serie TV, ep. 23x02, regia di Alfred Weidenmann(1995)
- A.S. - serie TV, 1 episodio (1995)
- L'ispettore Derrick - serie TV, ep. 24x02, regia di Eberhard Itzenplitz(1996)
- Peter Strohm - serie TV, 1 episodio (1996)
- Attenti a quei tre - serie TV, 1 episodio (1996)
- Il commissario Kress (Der Alte) - serie TV, 4 episodi (1996-1998) - ruoli vari
- L'ispettore Derrick - serie TV, ep. 25x04, regia di Alfred Weidenmann(1998)
- Il Clown - serie TV, 1 episodio (1998)
- Il commissario Quandt - serie TV, 1 episodio (1998)
- Im Namen des Gesetzes - serie TV, 1 episodio (1998)
- Rosamunde Pilcher - Klippen der Liebe - film TV (1999)
- Tatort - serie TV, 1 episodio (1999)
- Ultima analisi: omicidio - serie TV, 1 episodio (1999)
- Bella Block - serie TV, 1 episodio (1999)
- Siska - serie TV, 4 episodi (1999-2004)
- Squadra speciale Lipsia - serie TV, 1 episodio (2001)
- In aller Freundschaft - serie TV, 4 episodi (2002-2011)
- Guardia costiera - serie TV, 2 episodi (2001-2008) - ruoli vari
- Rosa Roth - serie TV, 1 episodio (2006)
- M.E.T.R.O. - Ein Team auf Leben und Tod - serie TV, 7 episodi (2006)
- Die Kinder der Flucht - serie TV, 1 episodio (2007)
- Afrika, mon amour - miniserie TV (2007)
- Rosamunde Pilcher - Der Mann meiner Träume - film TV (2007)
- Inga Lindström - Sommertage am Lilja-See - film TV (2007)
- Meine wunderbare Familie - serie TV, 1 episodio (2008)
- Inga Lindström - Das Herz meines Vaters - film TV (2009)
- Il commissario Schumann - serie TV, 1 episodio (2010)
- Inga Lindström - Sommer der Erinnerung - film TV (2012)
- Sibel & Max - serie TV, 1 episodio (2016)

### Regista
- Charleys Tante - film TV (1976)
- Zwei Mann um einen Herd - film TV (1979)
- Geschichten aus der Heimat - serie TV, 1 episodio (1984)

## Discografia parziale

### Album
- 1976: Der Macher
- 1977: Volker Lechtenbrink Nr. 2
- 1977: Alltagsgeschichten
- 1978: Meine Tür steht immer offen
- 1979: Der Spieler
- 1980: Leben so wie ich es mag
- 1981: Schon möglich
- 1982: Wer spielt mit mir
- 1983: Lebe heute
- 1984: Zurückgelehnt
- 1987: Ich kann gewinnen
- 1989: Herzschlag
- 1999: Das Beste Von Volker Lechtenbrink - Seine Grössten Erfolge

### Singoli
- 1976: Der Macher
- 1977: Erst drüben die Dame
- 1978: Der Spieler
- 1980: Leben so wie ich es mag
- 1980: Dame und Clown
- 1981: Ich mag
- 1982: Ich glaube, Oma, du sitzt auf 'ner Wolke
- 1987: Irgendwann

## Premi e riconoscimenti
- 1972: Hersfeld-Preis